# Tom Clancy's Splinter Cell
Tom Clancy's Splinter Cell (souvent abrégé en Splinter Cell) est une série de jeux vidéo développée et éditée par Ubisoft.
Celle-ci raconte l'histoire de Sam Fisher, agent spécial du groupe secret d'Echelon 3 à la NSA, puis d'Echelon 4 dans Splinter Cell Blacklist.
Le nom de la série se découpe en deux parties : « Tom Clancy », romancier américain et scénariste du premier volet, et « Splinter Cell » (en français : « Cellule Dissidente »), qui est une véritable appellation pour les groupes opérationnels indépendants de la NSA.
La série subit un changement radical à partir de Splinter Cell Conviction, passant d'un jeu majoritairement d'infiltration à d'action. L'infiltration n'est toutefois pas totalement délaissée mais n'est plus prioritaire.
La série Tom Clancy's Splinter Cell a connu un grand succès avec des jeux écoulés à 31 millions d'exemplaires dans le monde,  en 2014.

## Liste des jeux
| Nom du jeu                                   | Plateformes | Date de sortie   |
| -------------------------------------------- | --- | ---------------- |
| Tom Clancy's Splinter Cell                   | Windows, Mac OS X, PlayStation 2, Xbox, GameCube, Game Boy Advance, N-Gage, PlayStation 3, téléphone mobile                            | 17 novembre 2002 |
| Tom Clancy's Splinter Cell: Pandora Tomorrow | Windows, PlayStation 2, Xbox, GameCube, PlayStation 3, téléphone mobile, Game Boy Advance                                              | 23 mars 2004     |
| Tom Clancy's Splinter Cell: Chaos Theory     | Windows, PlayStation 2, Xbox, GameCube, PlayStation 3, téléphone mobile, Game Boy Advance, Nintendo DS, N-Gage, Xbox 360, Nintendo 3DS | 28 mars 2005     |
| Tom Clancy's Splinter Cell: Essentials       | PlayStation Portable | 6 avril 2006     |
| Tom Clancy's Splinter Cell: Double Agent     | Windows, PlayStation 2, Xbox, GameCube, PlayStation 3, Xbox 360, Wii, téléphone mobile                                                 | 17 octobre 2006  |
| Tom Clancy's Splinter Cell: Conviction       | Windows, Mac OS X, Xbox 360 Android, iOS, Windows Phone, Bada                                                                          | 13 avril 2010    |
| Tom Clancy's Splinter Cell: Blacklist        | Windows, PlayStation 3, Xbox 360, Wii U                                                                                                | 20 août 2013     |
| Splinter Cell VR                             | Oculus VR | Annulé           |
| Tom Clancy's Splinter Cell Remake            | TBA | TBA              |

## Romans
Raymond Benson (alias David Michaels) a par la suite écrit plusieurs romans basés sur l'univers de Splinter Cell (publiés sous le titre de Tom Clancy's Splinter Cell) et parus chez Albin Michel en France :
- 2004 : Splinter Cell : Cellule dissidente (Tom Clancy's Splinter Cell)
- 2005 : Splinter Cell : Opération Barracuda (Tom Clancy's Splinter Cell: Operation Barracuda)
- 2006 : Splinter Cell : Échec et Mat (Tom Clancy's Splinter Cell: Checkmate)
- 2007 : Splinter Cell : Impact (Tom Clancy's Splinter Cell: Fallout)
- 2009 : Splinter Cell : Conviction (Tom Clancy's Splinter Cell: Conviction)
- 2009 : Splinter Cell : Endgame (Tom Clancy's Splinter Cell: Endgame)
- 2013 : Splinter Cell : Blacklist (Tom Clancy's Splinter Cell: Blacklist)
- 2022 : Tom Clancy's Splinter Cell: Firewall, par James Swallow

## Série animée
Une série animée Splinter Cell produite par Netflix est annoncée en 2020.
Le 20 septembre 2024, Netflix dévoile la première bande-annonce de la série. Liev Shreiber est annoncé comme l'acteur prêtant sa voix à Sam Fisher. La série s'intitule Splinter Cell : Deathwatch et le communiqué d'Ubisoft mentionne Sam Fisher comme faisant partie de l'unité Échelon 4.

## Autres apparitions
Sam Fisher est aussi présent dans le jeu Tom Clancy's Ghost Recon Wildlands sorti en 2017. Il apparaît dans une mission bonus en tant que personnage non jouable que le joueur devra aider.
Sam Fisher est aussi présent dans le jeu Tom Clancy's Ghost Recon Breakpoint sorti en 2019. Il apparaît dans une mission bonus en tant que personnage non jouable que le joueur devra aider.
Sam Fisher est aussi présent dans le jeu mobile crossover Tom Clancy's Elite Squad sorti en 2019.
Sam Fisher est aussi présent dans le jeu Tom Clancy's Rainbow Six: Siege. Il y apparaît en tant que nouvel opérateur jouable en 2020.